# جوسالدو آلوز دا سیلوا اولیویرا
جوسالدو آلوز دا سیلوا اولیویرا (به پرتغالی: Josualdo Alves Da Silva Oliveira) مدافع اهل برزیل است که در شهر Cabo de Santo Agostinho و در تاریخ ۲۴ اوت ۱۹۷۸ به دنیا آمده‌است.
جوسالدو آلوز دا سیلوا اولیویرا در تیم‌های فوتبال Cabense سابقهٔ حضور دارد.